# Équipe cycliste LKT Brandenburg

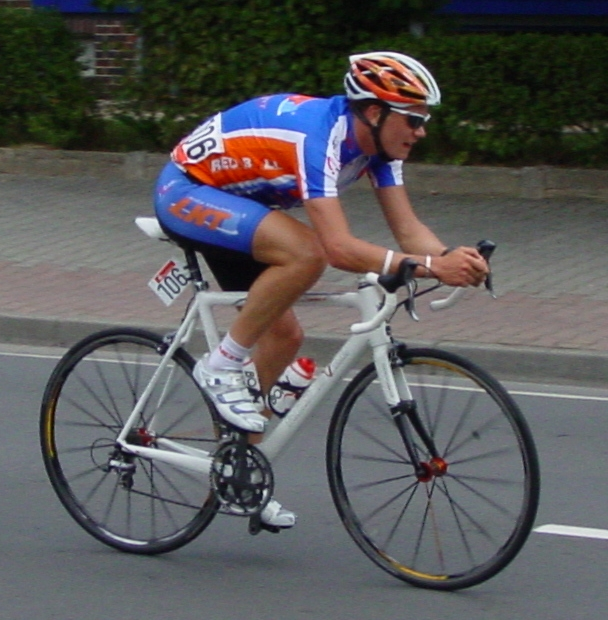
Martin Reimer, membre de l'équipe en 2008

L'équipe cycliste LKT Brandenburg (officiellement LKT Team Brandenburg) est une équipe cycliste allemande ayant le statut d'équipe continentale entre 2008 et 2020. Elle disparait à l'issue de la saison 2020. En 2024, une équipe féminine, LKT-Team est lancée.

## Principales victoires

### Courses d'un jour
- Mémorial Henryk Łasak : Stefan Schäfer (2009)
- Coupe des Carpates : Mathias Belka (2009)

### Courses par étapes
- Tour de Berlin : Franz Schiewer (2009) et Nikias Arndt (2012)
- Tour d'Alanya : Nikias Arndt (2010)
- Tour de Grèce : Stefan Schäfer (2011)

### Championnats nationaux
- Championnats d'Allemagne sur route : 1
  - Contre-la-montre espoirs : 2017 (Richard Banusch)

## Classements UCI
L'équipe participe aux circuits continentaux et principalement à des épreuves de l'UCI Europe Tour. Les tableaux ci-dessous présentent les classements de l'équipe sur les différents circuits, ainsi que son meilleur coureur au classement individuel.
UCI Africa Tour
| Saison | Classement par équipes | Meilleur coureur au classement individuel |
| ------ | ---------------------- | ----------------------------------------- |
| 2009   | 17e                    | Henning Bommel (90e)                      |

UCI America Tour
| Saison | Classement par équipes | Meilleur coureur au classement individuel |
| ------ | ---------------------- | ----------------------------------------- |
| 2012   | 38e                    | David Bartl (231e)                        |

UCI Europe Tour
| Saison | Classement par équipes | Meilleur coureur au classement individuel |
| ------ | ---------------------- | ----------------------------------------- |
| 2008   | 81e                    | Roger Kluge (319e)                        |
| 2009   | 43e                    | Mathias Belka (123e)                      |
| 2010   | 47e                    | Stefan Schäfer (150e)                     |
| 2011   | 49e                    | Nikias Arndt (150e)                       |
| 2012   | 63e                    | Nikias Arndt (125e)                       |
| 2013   | 81e                    | Jonas Koch (294e)                         |
| 2014   | 69e                    | Stefan Schäfer (254e)                     |
| 2015   | 106e                   | Willi Willwohl (384e)                     |
| 2016   | 91e                    | Max Kanter (536e)                         |
| 2017   | 113e                   | Robert Kessler (763e)                     |
| 2018   | 124e                   | Jonas Bokeloh (1063e)                     |
| 2019   | 102e                   | Paul Taebling (1113e)                     |
| 2020   | 92e                    | Richard Banusch (876e)                    |

L'équipe est également classée au Classement mondial UCI qui prend en compte toutes les épreuves UCI et concerne toutes les équipes UCI.
| Saison | Classement par équipes | Meilleur coureur au classement individuel |
| ------ | ---------------------- | ----------------------------------------- |
| 2016   | -                      | Max Kanter (836e)                         |
| 2017   | -                      | Robert Kessler (1188e)                    |
| 2018   | -                      | Jonas Bokeloh (1642e)                     |
| 2019   | 189e                   | Paul Taebling (1685e)                     |
| 2020   | 156e                   | Richard Banusch (1129e)                   |

## LKT Team Brandenburg en 2020

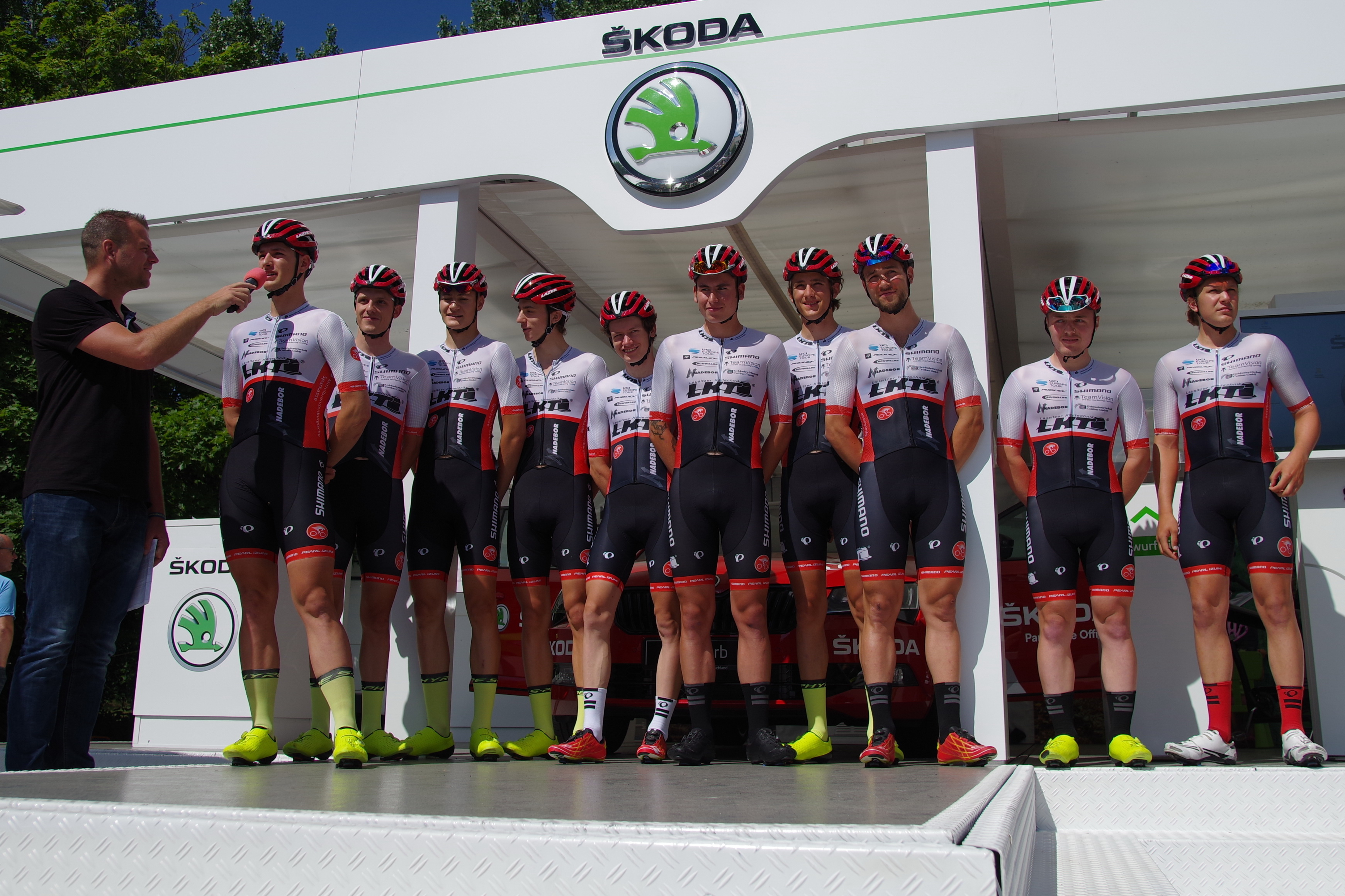
Les coureurs de l'équipe en 2017.

## LKT Team Brandenburg en 2020[6]
| Cycliste            | Date de naissance | Nationalité | Équipe 2019          |  |
| ------------------- | ----------------- | ----------- | -------------------- |  |
| Richard Banusch     | 7 juillet 1998    | Allemagne   | LKT Team Brandenburg |  |
| Luca Bockelmann     | 17 juin 2000      | Allemagne   | LKT Team Brandenburg |  |
| Albert Gathemann    | 3 novembre 2001   | Allemagne   | Néo-professionnel    |  |
| Franz Gross         | 5 janvier 2001    | Allemagne   | Néo-professionnel    |  |
| Pierre-Pascal Keup  | 14 janvier 2001   | Allemagne   | Néo-professionnel    |  |
| Moritz Malcharek    | 29 juillet 1997   | Allemagne   | LKT Team Brandenburg |  |
| Adrian Rips         | 15 décembre 1994  | Allemagne   | Néo-professionnel    |  |
| Paul Rudys          | 1er juin 1998     | Allemagne   | LKT Team Brandenburg |  |
| Sebastian Schmiedel | 17 février 1997   | Allemagne   | LKT Team Brandenburg |  |
| Paul Taebling       | 16 décembre 1999  | Allemagne   | LKT Team Brandenburg |  |
| Philip Weber        | 24 juillet 1998   | Allemagne   | LKT Team Brandenburg |  |
| Franz Werner        | 26 avril 2000     | Allemagne   | LKT Team Brandenburg |  |
| Theo Zetzsche       | 21 août 2001      | Allemagne   | Néo-professionnel    |  |